# Royal Sutton Coldfield
Royal Sutton Coldfield (souvent appelé Sutton Coldfield) est une ville d'Angleterre, située dans le district métropolitain de Birmingham, dans les Midlands de l'Ouest. Elle comptait 105 452 habitants lors du recensement de 2001. Située à 13 km au nord-est du centre de Birmingham, elle fait partie de la conurbation des Midlands de l'Ouest.

## Histoire

### Toponymie
L’étymologie du toponyme « Sutton » est apparemment « South Town » :
« Le nom de "Sutton Coldfield" semble remonter à la colonisation anglo-saxonne, et signifie la ville du sud (south town, c'est-à-dire au sud de Tamworth et de Lichfield), le long de "col field". « Col » désignait à cette époque uniquement le charbon de bois, la région abritant sans doute à cette époque des charbonniers ».

### Préhistoire
Les premiers signes de présence humaine à Sutton Coldfield ont été découverts aux franges de la ville. Les recherches archéologiques préventives du chantier de la rocade de la M6 ont révélé la présence de foyers surélevés de l’Âge du bronze près de la ferme de Langley Mill, à Langley Brook. En outre, c'est sur cette commune qu'on a découvert les indices de l'un des deux seuls tumulus de l’Âge du bronze dans l'agglomération de Birmingham (l'autre se trouve à Kingstanding). Les fouilles ont aussi révélé la présence d'un habitat de huttes circulaires de l’Âge du fer entourées de fossés,, daté entre 400 av. J.-C. et 100 av. J.-C.. Plus près du ruisseau de Langley (tributaire de la Tame), les fouilles ont mis au jour les vestiges d’une hutte circulaire isolée entourée d'un fossé, de la même période.
À Fox Hollies, près de la ferme de Langley Mill, les recherches archéologiques ont mis au jour des silex datant du Néolithique. Parmi les artefacts, on a reconnu des nuclei de silex et un grattoir retouché au couteau. La présence de ces nuclei suggère que le site était un atelier et qu'une colonie devait se trouver à proximité. En outre, on a dégagé là un foyer surélevé de l’Âge du bronze.
Dans son History of Birmingham, publiée en 1782, William Hutton décrit trois tumulus qui se dressaient alors le long de Chester Road à l'extrémité de Sutton Coldfield (aujourd'hui au-delà des frontières de la commune). Le site, au sud-ouest de Bourne Pool (que Hutton appelle, lui, Bowen Pool), s'appelle Loaches Banks et a été cartographié dès 1752 par le Dr Wilks de Willenhall. Hutton avait interprété ces levées de terre comme les vestiges de mottes saxonnes mais de nouvelles recherches archéologiques menées par le Dr Mike Hodder, aujourd'hui archéologue du Birmingham City Council, suggèrent plutôt un campement remontant à l'Âge du fer. Des siècles d'exploitation agricole ont pratiquement effacé toute trace de ces buttes depuis, et on ne voit plus leur emplacement que sur les photographies aériennes.
D’autres vestiges d’habitat pré-romain ont pu être préservés à Sutton Park. Ainsi un grand incendie survenu dans le parc en 1926 a révélé la présence de six autres buttes près de Streetly Lane, qui recouvraient des éclats de pierres et deux puits. L'âge de ces constructions reste indéterminé, mais les arguments en faveur d'une structure de l'âge du Bronze ont été repoussés. Ces buttes sont à présent recouvertes par la végétation. Plusieurs découvertes ont été faites autour du puits de Rowton's Well : des outils en silex, puis au XVIIIe siècle, des charpentes équarries près du puits, dont la présence suggère l'existence d'une piste en rondins traversant la prairie, semblable à celles que l'on connaît dans la région. Une butte calcinée a été découverte à New Hall Valley.

### La colonisation romaine

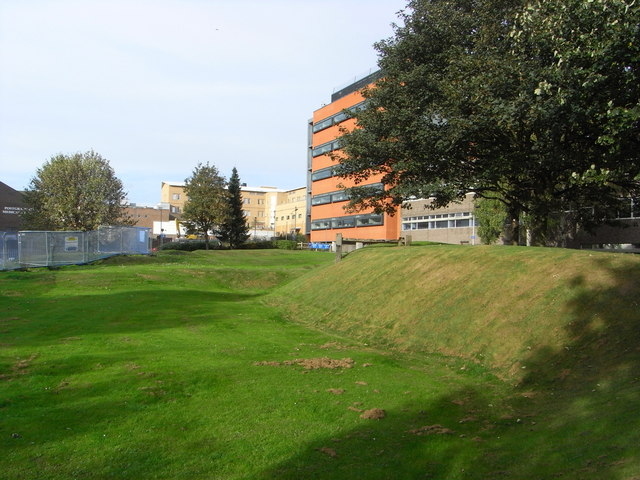
Vestiges des circonvallations du camp romain de Metchley.

C'est encore à Sutton Park que la présence des Romains dans la région est la plus visible : 2,4 km de la voie romaine d’Icknield Street, qui traverse le parc, ont été préservés. Cette chaussée, qui au niveau de la province reliait le Gloucestershire au Yorkshire du Sud, desservait localement le Fort de Metchley, Edgbaston et le village de Letocetum, aujourd'hui Wall (Staffordshire). Le meilleur point de vue sur cette voie est l’entrée du parc à Four Oaks : c'est de là que l'on voit le mieux cette chaussée en remblai large de 8 m. L’examen des couches de chaussée a montré qu'elle n'était faite que de gravier compacté, et n'a jamais été pavée. De part et d'autre de la voie, on trouve ici et là des fossés de drainage délimités par les arpenteurs romains, et encore au-delà les gravières d'où le matériau de la chaussée a été emprunté. Enfin on a découvert trois monnaies romaines le long de cette voie, entre Icknield Street et Sutton Park, et des fours de céramique en divers points de la ville.
Non loin du ruisseau de Langley et son site de l'Âge du fer, on a dégagé les vestiges d'un chalet en rondins et de cultures. Les céramiques trouvées à cet endroit ont été datées du IIe siècle et du IIIe siècle, ce qui permet de l’identifier à une villa romaine.

### La colonisation anglo-saxonne (600-1135)
Pour protéger l’Empire romain des Grandes invasions du Ve siècle, les terrains de Sutton Coldfield, non-urbanisés, furent cédés Royaume anglo-saxon de Mercie. C'est sans doute au cours de cette période, lorsqu'on aménagea un relais de chasse sur la colline de Maney Hill pour les seigneurs de Mercie, que Sutton Coldfield devint un hameau. L'emprise de l'enclos de biches est encore visible dans Sutton Park, grâce au fossé et au banc de sable qui le délimitaient depuis l'ouest de Holly Hurst et Keepers Valley jusqu'à Lower Nuthurst et le sud de la mare de Blackroot Pool. Compte tenu du caractère marécageux de la vallée de Blackroot, l'enclos était certainement entouré d'une palissade. Côté est, on retrouve le fossé et le lit de sable jusqu'à Holly Knoll.
L'endroit prit le nom de Southun ou Sutton, le suffixe ton signifiant bourgade (au sud de Tamworth, alors capitale du royaume de Mercie). Middleton doit son nom au fait qu'elle se trouve entre ces deux hauts-lieux saxons. Coldfield s'explique soit parce que ce versant de la colline était exposé aux vents, soit parce que c'est là qu'étaient installés les fours de charbon de bois.
Le premier château, qui prit le nom de « Sutone », fut celui d’Edwin de Mercie sous le règne d’Édouard le Confesseur.À la mort d'Edwin en 1071, le manoir ainsi que le reste de la Mercie devint possession de la Couronne d'Angleterre et donc du nouveau monarque, Guillaume le Conquérant, et Sutton Chase devint ainsi Forêt royale.
Le manoir de Sutone est mentionné dans le Domesday Book (1086), qui lui attribue une superficie de 8 hides, ce qui en fait le plus étendu de tous les villages en termes de terre arable.

### Naissance de l'agglomération (vers 1135-1500)

#### Les maîtres du manoir
Le domaine de Sutton demeura possession de la Couronne jusqu'à ce qu’en 1135, le roi Henri Ier l’échange contre deux autres propriétés (celles de Hockham et de Langham dans le Rutland), avec Roger de Beaumont (2e comte de Warwick). Puis pendant trois siècles, Sutton resta fief des comtes de Warwick, mais avec de nombreuses interruptions. Sutton Forest n'étant plus un bien de la Couronne, elle redevint Sutton « Chase ».
Dans un acte de succession de 1242, au bénéfice d’Éla Longespee (Longue-Épée), la veuve de Thomas de Beaumont (6e comte de Warwick), cette terre est nommée « Sutton-in-Coldfield », et on trouve la même appellation dans l'acte de remariage de 1265 d’Éla avec Philip Basset. Le manoir de Sutton-in-Coldfield revint dans la famille des comtes de Warwick lorsqu’Éla l’échangea avec Guillaume de Beauchamp (9e comte de Warwick) contre le manoir de Spilsbury dans l’Oxfordshire. La première mention d'un manoir attaché à la terre de Sutton ne remonte qu'à 1315, à l'endroit dit Manor Hill, à l'ouest de l'église.

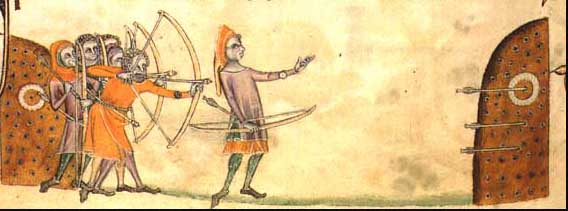
Au XIV, sous l'impulsion de Ralph Braceridge, Sutton Coldfield devint un camp d'entraînement d'archers.

Au cours du XVe siècle, Sutton Coldfield subit le contrecoup des revers de fortune de ses maîtres, les comtes de Warwick. Ainsi en 1397, Thomas de Beauchamp (12e comte de Warwick) vit ses terres confisquées par le roi Richard II pour sa participation à la conjuration des Lords Appellant. Sutton fut attribuée à Thomas Holland, 3e comte de Kent. À la déposition du roi Richard II en 1399, Thomas de Beauchamp recouvra ses possessions mais mourut à son tour l'année suivante. En 1446, Henry de Beauchamp mourut laissant comme seule héritière du comté sa fille Anne (1444-1449) âgée de seulement deux ans. Le roi Henri VI se porta son tuteur et devait engranger les profits de cette terre jusqu'à la majorité de la comtesse. Mais Anne mourut en 1449, si bien que le titre de comtesse et les biens de la famille allèrent à sa tante Anne de Beauchamp, en dépit des contestations élevées par trois de ses demi-sœurs. Dans son Itinerary, John Leland indique que Richard Neville (16e comte de Warwick) et sa femme Anne de Beauchamp, auraient fait édifier un nouveau manoir en charpente, moyennant une permission accordée à Edward Mountfort par le roi Henri VI en 1460, ce qui suggère que le domaine était alors occupé par la famille Mountfort.
Malgré cela, Richard Neville retrouva son rang et ses biens, mais il mourut en 1471. En principe, sa femme Anne de Beauchamp aurait dû hériter du domaine  mais il les légua par testament à ses filles et à leurs maris. Toutefois, l'aînée, Isabelle, contesta le testament et obtint tout l'héritage de sa sœur Anne. Isabelle mourut en 1476, léguant le manoir à son mari, Georges Plantagenêt. Or, dès 1478, ce dernier fut arrêté pour haute trahison et exécuté, et le domaine alla à son unique fils survivant, Édouard, alors encore en bas âge. La couronne prit les terres en gestion puis en 1486 les restitua à Anne de Beauchamp. Elle ne garda que Sutton et le roi lui restitua alors les autres domaines de son mari en 1489. Elle mourut en 1492, et tous ses biens furent récupérés par la couronne, qui reconstitua le domaine en 1528.

#### Une place stratégique

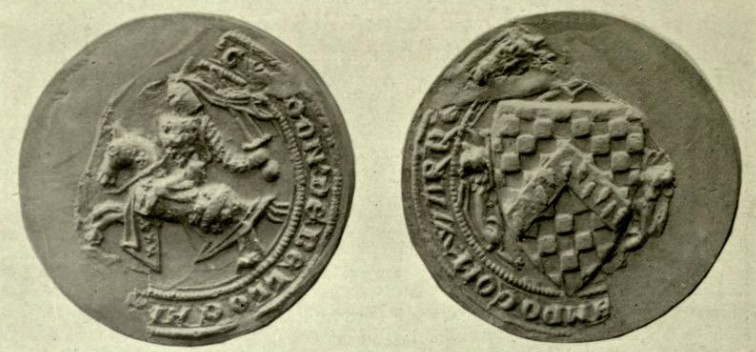
Guy de Beauchamp (ici représenté sur un sceau de la Lettre des Barons de 1301) obtint une charte du roi.

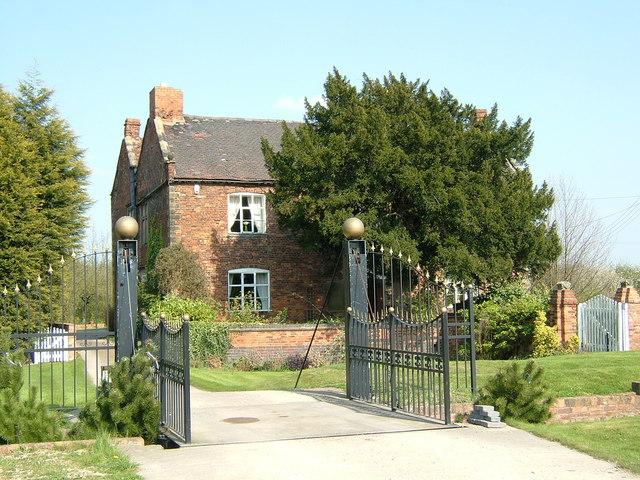
Le manoir de Peddimore Hall

Le manoir de Sutton n'était pas la seule maison noble de Sutton : on sait que le manoir de Langley appartenait à la famille des Bereford de Wishaw dès le milieu du XIIIe siècle. Le manoir de New Hall, qui était peut-être à l'origine un relais de chasse, serait de la même époque : il est cité en 1327 lors d'un acte de vente entre William de Sutton et Robert de Sutton. C'est en 1281 qu'on mentionne la première fois Peddimore Hall, dans un acte de vente passé entre Hugues de Vienne[Lequel ?] et Thomas de Arden. On suppose que la famille Arden le tenait d'un des comtes de Warwick.
On ignore au juste à quel moment le village de Sutton commença à se développer mais en 1300, Guy de Beauchamp obtint une charte du roi Édouard Ier lui donnant droit de marché tous les mardis et un droit de foire annuel au village, la veille de la Trinité. Pourtant Sutton ne fut jamais un bourg comme pouvait l'être Birmingham, et il semble que le marché n'était plus fréquenté lorsque Thomas de Beauchamp (11e comte de Warwick) le renouvela, accordant le droit de foire non seulement la veille de la Sainte-Trinité mais aussi de la Saint-Martin.
Au cours des XIIe et XIIIe siècles, les cérémonies du culte se tenaient à la chapelle Saint Blaise. À la fin des années 1200, la paroisse construisit sa propre église, et son premier prêtre fut ordonné en 1305. Rebaptisée Église de la Sainte-Trinité, les seuls vestiges de l'édifice original sont les arcs-boutants trifoliés sous le vitrail Est, typiques de l'architecture du milieu du XIIIe siècle.
Tout au long du XVe siècle, Sutton Coldfield devint un camp d'entraînement militaire, en partie sous l'impulsion de Sir Ralph Bracebridge qui avait obtenu de louer à vie au comte de Warwick le manoir et les terres de Sutton Coldfield. En retour, Bracebridge devait apporter au comte neuf piquiers et dix-sept archers pour la garnison de Calais. Ainsi, Sutton Coldfield devint un lieu de recrutement et d'entraînement important au cours de la guerre de Cent ans entre l’Angleterre et la France. On créa des champs de tir à l'arc en ville même, et l'on peut encore en voir la trace  sur les murs en grès du no 3 Coleshill Street contre lequel les archers aiguisaient les pointes de leurs flèches. Le comte de Bracebridge se fit construire un étang de pêche par le barrage du ruisseau d’Ebrook, donnant naissance à la retenue de Bracebridge Pool, dans Sutton Park.

### Sutton Coldfield sous les Tudor (1500-1598)

#### Les réalisations de l’évêque Vesey

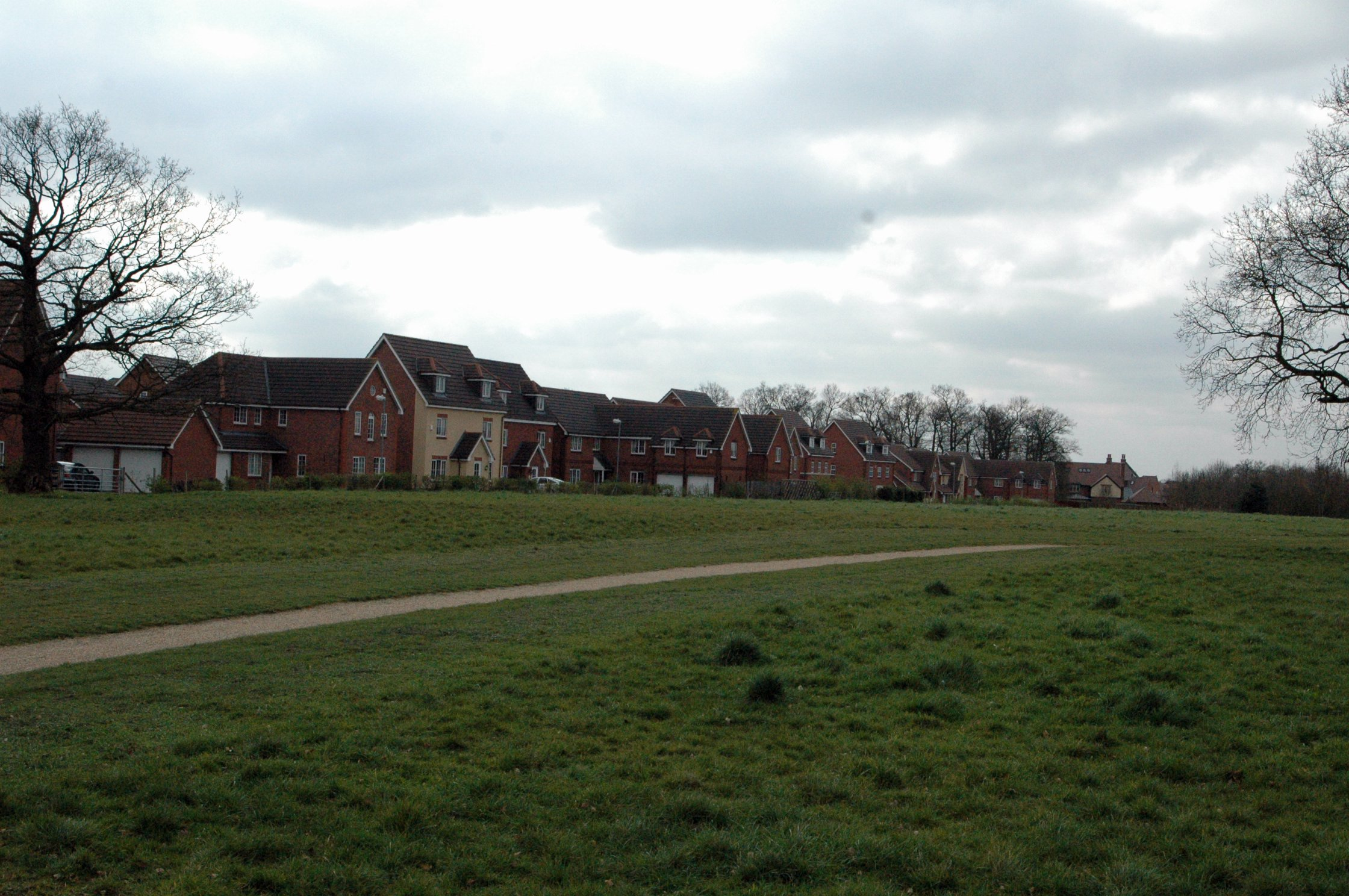
Lotissement occupant la moitié ouest du domaine du manoir de New Hall

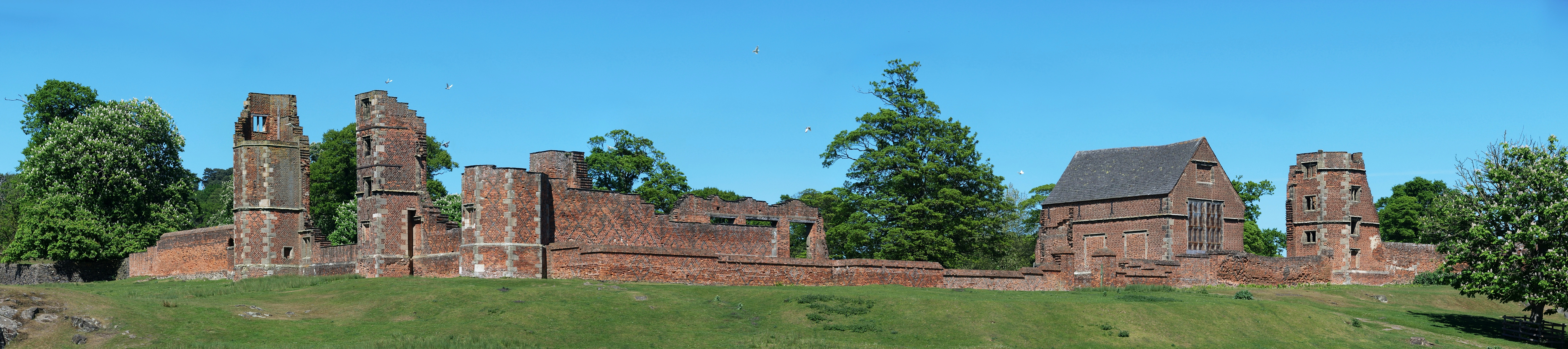
Bradgate House (aujourd’hui en ruines), gentilhommière édifiée en 1520, fut reconstruite avec des pierres du manoir de Sutton.

Au début du XVIe siècle, sous le coup des ravages de la Guerre des Deux-Roses, Sutton Coldfield était entrée en décadence. Les marchés étaient désertés et le manoir commençait à se délabrer. Vers 1510, un officier de la Couronne ordonna sa démolition, et vendit les charpentes à Thomas Grey, qui les réemploya à la construction de Bradgate House dans le Leicestershire. L'enfance de John Harman se passa dans ce bourg abandonné. Employé à la ferme de Moor Hall, il parvint à aller étudier à Magdalen College (Oxford). Là, il se lia d'amitié avec Thomas Wolsey et entra dans les ordres, d'abord comme chapelain de la chapelle privée de Saint-Blaise en 1495. De promotion en promotion, Harman devint le chapelain du roi Henri VIII, puis en 1519 Évêque d'Exeter : c'est alors qu'il changea son nom pour celui de Vesey, John Vesey.
C'est à la position élevée de Vesey à la cour et au sein de l’Église d'Angleterre que Sutton Coldfield est redevable de sa renaissance. Revenu en 1524 dans sa ville natale pour les obsèques de sa mère, il réalisa que l'endroit continuait de se déserter et il décida de s'y établir. En 1527 il obtint deux parcelles de terre, Moor Yards et Heath Crofts, plus 16 ha où il pourrait faire édifier sa propre résidence, Moor Hall. La même année, il établit une école de latin dans l'angle sud-ouest de l'église ; un conseil de 21 laïcs était chargé de l'entretien des locaux et de l'emploi d'un instituteur. Le 16 décembre 1528, à l'instigation de Vesey, Henri VIII accorda une Charte d’Incorporation à Sutton Coldfield, qui donnait à la ville une administration autonome, the Warden and Society of the Royal Town of Sutton Coldfield. C'était un conseil de 25 notables, chargés d'élire un gouverneur (Warden) parmi eux. Le beau-frère de Vesey, William Gibbons, fut le premier Warden. Tous les habitants âgés d'au moins 22 ans pouvaient voter pour élire les membres de la Society. La charte accordait aussi pour la première fois aux habitants la permission de chasser et de pêcher sur les terres du domaine, d'y construire leur maison, avec un terrain d'une superficie n'excédant pas 24 ha. Tout au long de son existence, la Society fut accusée de corruption et de dépenses inconsidérées.
La donation de son domaine de chasse à ses sujets par le roi Henri VIII est l'une des raisons de la préservation de ce qui constitue aujourd'hui le parc naturel de Sutton Park. Vesey fit défricher une grande partie de cette forêt pour permettre aux habitants d’y faire paître leurs bêtes pour un loyer symbolique. Puis il intégra les bois avoisinants au domaine, délimita le tout par une palissade percée de portes pour en faire une sorte de grand parc, et fit venir des chevaux sur ses propres deniers. L’évêque Vesey finança également le pavage des rues, facteur décisif pour la renaissance des marchés. En 1527, il s'attaqua à la réparation de l'église de la Sainte-Trinité, fit donation d'un orgue en 1530 puis finança la réparation de deux collatéraux en 1533. En 1540, il confia la direction de l'école de latin aux conseillers du Warden and Society of the Royal Town of Sutton Coldfield, et l'année suivante lui donna libre jouissance des terrains attenants à l'école. Pour promouvoir l'extension urbaine et limiter la mendicité, il fit construire  51 cottages pour les indigents, dont un au bord de l'étang de Cotty's Moor, qui était un repaire de vagabonds. On récupéra les pierres de l'ancien manoir pour construire un pont sur la Water Orton et un autre à Curdworth. Il racheta de nombreux domaines ecclésiastiques à l’évêque de Coventry et Lichfield (1547) et à la Couronne (1549) dont celles du chœur de Sutton Coldfield, de Deritend et de Birmingham, avant de mourir à Moor Hall en 1555. Les réalisations de Veseysont encore bien visibles aujourd'hui, car Sutton Park n'a pratiquement pas changé depuis sa création ; il subsiste quelques cottages en pierre de cette époque, et l'école de latin est devenue l'école primaire de l'Évêque Vesey. Son tombeau, dans l'église de la Sainte-Trinité, est entouré d'un jardin du côté ouest, les Vesey Gardens.
Moor Hall, la résidence de l’évêque Vesey, passa à son neveu John Harman. Ce dernier la revendit à John Richardson († 1584). Ce pourrait être le manoir de Pool Hall, mentionné en 1581 comme édifice de l'endroit, qui fut loué l'année suivante  par  William Charnells à Henry Goodere pour un bail de 20 ans. Goodere transmis ses droits à John Aylmer, Évêque de Londres, dès 1583. À la mort de l'évêque Aylmer (1594), ce manoir fut occupé par ses fils, qui le revendirent à Robert Burdett en 1598. On pense que les demeures sises aux no 62 et 64 dans Birmingham Road ont été construites vers 1530, ce qui en ferait les plus vieux immeubles de la ville. À deux maisons de là, le no 68 de Birmingham Road date de la fin des années 1500.

#### Une proto-industrie
Au cours du XVIe siècle, les lacs et étangs de Sutton furent exploités par plusieurs moulins et à la mort de Vesey, la ville connut une prospérité croissante. Dès 1510, on connaît l'existence de deux moulins à eau, propriétés d'un certain William Weston, qui dut payer une patente d'exploitation à la création du domaine de Sutton Park. Trois autres moulins sont venus s'ajouter jusqu'en 1576. En 1585, John Bull vent un moulin à foulon et deux martinettes de forge à Edward Sprott. On note la construction de quatre moulins supplémentaires jusqu'en 1588, puis de deux autres jusqu'en 1595. Une martinette est construite à Bracebridge Pool en 1597, à l’emplacement de l'actuel Park House. Malgré cette activité hydraulique croissante, on assécha au total jusqu’à cinq étangs au cours de ce siècle, bien que certains fussent remis en eau plus tard, notamment Bracebridge Pool et Keeper's Pool.

### L'ère moderne

#### La guerre civile
Lors de la Première Révolution anglaise la Bataille de Camp Hill en 1642 se termina par le pillage de Birmingham par l'armée royaliste. Quoique voisine, Sutton Coldfield fut épargnée, mais on sait qu'elle fut traversée tour à tour par les deux armées ennemies. On dit que lorsqu'il s'enfuit d'Angleterre en 1646, Charles II passa une nuit à New Hall Manor.
Le 26 juillet 1664, Charles II reconduisit la charte royale de Sutton Coldfield, en la complétant de dispositions touchant la rémunération de deux citoyens comme échevins et juges et la nomination d'un « gouverneur, » (Warden).
Les émeutes de Birmingham firent de Sutton le refuge d'un certain nombre de personnalités. Au plus fort de la crise, en 1715, le Dr Henry Sacheverell quitta Birmingham pour loger à New Hall Manor chez un cousin éloigné, George Sacheverell. En 1791, lors des Émeutes de Birmingham, la maison de l'historien William Hutton fut saccagée, ce qui le détermina à passer tout l'été à Sutton ; toutefois, des voisins craignant que sa présence n'amène les émeutiers dans le bourg, on l'invita fermement à partir et il s'établit définitivement à Tamworth. On pense que Joseph Priestley a séjourné à Three Tuns après la destruction de sa maison dans les émeutes.

#### Révolution industrielle
La manufacture d'armes, qui produisait à la fois des lames des piques, et des fûts de canon, et où l'on aiguisait les lames, baïonnettes et haches, était concentrée dans des moulins aménagés dans les étangs de Sutton Park et sur le cours de l'Ebrook. Elle fut le principal moteur de la prospérité de la ville au XVIIe siècle. La martinette de forge de Bracebridge Pool tomba en désuétude en 1678 et fut détruite, mais dès 1729 on en reconstruisit une autre. La création du lac de retenue de Longmoor Pool, formé par barrage du cours du ruisseau de Longmoor, fut approuvée en 1733 et menée à bien par John Riland, qui l'équipa d'un moulin en 1754 avec son associé pour une manufacture de boutons. Le lac de retenue de Blackroot Pool date lui aussi de 1757, et est l'œuvre d’Edward Homer et Joseph Duncomb. En 1772, le conseil des échevins octroya un bail trentenaire à Thomas Ingram pour l'exploitation de ce plan d'eau et de ses moulins. Celui de Blackroot Pool fut d'abord un moulin à tan, avant de servir de  scie hydraulique.
Powells Pool est une retenue de barrage créée en 1730 pour actionner un laminoir. En 1733, l'inventeur John Wyatt y fit l'essai d'une machine à filer le coton en présence de Lewis Paul, donnant une impulsion décisive à la filature du coton anglaise pour toute la fin du XVIIIe siècle. Au total, Sutton Coldfield compta jusqu'à 15 moulins à eau, dont 13 sur le ruisseau de Plants Brook. Il y avait aussi deux moulins à vent : celui de Maney Hill et celui de Langley.
En juillet 1668, la digue de retenue de Wyndley Pool a cédé à la suite d'un fort orage, entraînant au passage les digues de Mill Pool et détruisant plusieurs maisons.
La plupart des barrages de Sutton Coldfield ont été construits en pierre et graviers extraits localement. Les carrières de Sutton, dont les pierres furent également utilisées pour les maisons, ont été une autre source de profit. La carrière d'où ont été tirées les pierres des digues de Blackroot Pool (1759) a été exploitée jusqu'en 1914.

#### La prospérité
Au cours des XVIIe et XVIIIe siècles, la croissance de l'activité industrielle fit la prospérité de la ville ce qui conduisit à l'amélioration des conditions de vie des citoyens: ils pouvaient désormais accéder à de nouveaux produits comme le poisson. Les marchandises étaient 10 % plus chères à Sutton Coldfield que dans les villes et villages voisins. Les riches industriels de Birmingham installaient volontiers leurs résidences secondaires dans cette ville, en laquelle ils voyaient un refuge à l'écart de la métropole industrielle. Les cens de la paroisse en 1630 montrent qu'elle compte déjà 298 maisons, 310 en 1698 (20 se trouvaient le long de High Street, rue tracée vers 1675) et 360 en 1721. En 1636, le roi Charles Ier préleva auprès des bourgeois de la ville une forme d'impôt de guerre, le ship money, se montant à 80 £ (à comparer aux 100 £ imposés à Birmingham et Warwick, aux 266 £ imposés à Coventry, et aux 50 £ imposés à Stafford, ce qui donne une idée de la richesse de la ville à cette époque. En 1663, le Parlement vota un nouvel impôt, le Hearth Duty, pour lequel un nouveau recensement des maisons fut effectué (avec mention de celles qui disposaient d'une cheminée ou d'un poêle) : à Sutton Coldfield, on lit ainsi qu'il y avait alors 67 cheminées, dont 30 dans deux hôtels particuliers propriété de la famille des comtes de Willoughby.
Certains des édifices les plus remarquables de Sutton Coldfield ont été construits ou largement réaménagés au cours de cette période. Par exemple, Peddimore Hall fut construit en 1659 par William Wood sur un projet de William Wilson, qui s'était établi là et y avait épousé la fille du propriétaire, Jane Pudsey, en 1681. Ses filles désapprouvèrent cette union et elle dut quitter sa résidence de Langley Hall, poussant Wilson à faire édifier Moat House en 1680. Il dessina aussi les plans de Four Oaks Hall, pour Henry Folliott (1er baron Folliott). Lord Folliott annexa à ce château un parc forestier de 60 acres (24,28113852 ha).
En 1610, Henry Sacheverell, issu d'une famille de grands propriétaires du pays, racheta New Hall Manor. À sa mort (1620), cette résidence échut à Valence Sacheverell, puis à George Sacheverell, son fils aîné. Parmi les édifices remarquables construits au cours du XVIIIe siècle, on compte le Royal Hotel de High Street, (vers 1750). Le pub Three Tuns, toujours dans High Street, remonte à la fin du XVIIIe siècle bien que ses caves et ses fondations soient encore plus anciennes.

### La ville-dortoir (1800-1900)

#### Grands projets et nouvelle gouvernance
Les années 1800 devaient apporter leur lot de bouleversements à Sutton Coldfield, liée à la nouvelle prospérité de la commune et à la puissance de la Sutton Coldfield Corporation. Les autorités cherchèrent à améliorer le bien-être des résidents : pour cela elle dut défricher une partie des terrains et vendre le bois comme charpente  pour financer la construction des écoles et des maisons-Dieu. Ainsi, en 1826, la ville vendit pour 1 116 £ 3 sh de bois. Les premières écoles furent achevées dans les années 1820. Les deux maisons-Dieu de Walmley datent de 1828 ; on les étendit par deux autres en 1863. Dès 1837, on comptait dix de ces maisons de charité pour la paroisse.
En 1849, on expédia les chartes royales d'origine à Londres pour les faire traduire de latin en anglais, car le parchemin sur lequel elles étaient écrites commençait à se détériorer.
Dès les années 1800, l'hôtel de ville, édifié en haut de Mill Street commençait à se délabrer et l'on décida de le démolir en 1854. L'atelier et les geôles furent convertis en bureaux municipaux, puis finalement reconstruits en 1858-59. La conception de ce bâtiment est due à G. Bidlake. Enfin on construisit un poste de pompiers dans Mill Street.
Au cours des années 1830, les associations municipales firent l’objet d'enquêtes de la Chambre des communes pour corruption. Ces enquêtes sont à l’origine de nouvelles lois, les Réformes électorales de 1832 et de 1835 qui modifièrent l'organisation administrative de tout le royaume. Malgré les bouleversements apportés par ce train de réformes, la Sutton Coldfield Corporation demeura. Il fallut attendre avril 1882, et les Municipal Corporations Act of 1882, pour que Sutton Coldfield obtienne le statut de municipalité (municipal borough). L'ancienne société de cogestion du domaine princier fut remplacée par un conseil composé d'un maire, de six échevins et de dix-huit conseillers élus. Six conseils de quartier furent créés: ceux de Holy Trinity, Hill, Boldmere, Wylde Green, Maney et Walmley qui députait trois conseillers.

#### L'arrivée du chemin de fer
Pendant la plus grande partie du XIXe siècle, les gens allaient de Birmingham à Sutton Coldfield en malle-poste, ce qui prenait environ une heure et quart. Birmingham vit arriver le chemin de fer en 1837, le terminus se trouvant à la gare de Vauxhall (qui est aujourd'hui la gare de Duddeston). En 1859, la construction d'une ligne de chemin de fer entre Birmingham et Sutton Coldfield via Erdington fut approuvée par le Parlement. Sa construction commença en 1860 à partir de la gare Vauxhall, bien qu'à ce moment ce ne fût qu'une gare de marchandises. La ligne, avec terminus à Sutton Coldfield, fut inaugurée le 2 juin 1862. Alors le Parlement vota le prolongement de la ligne ferroviaire jusqu'à Lichfield le 23 juin 1874, les travaux commencèrent au mois d'octobre 1881 et la desserte entra en service en 1884. Puis le 28 novembre 1888, la ligne était prolongée jusqu'à Lichfield Trent Valley.
Le projet d'ouverture d'une seconde ligne ferroviaire desservie par la Wolverhampton, Walsall and Midland Junction Railway Company (WWMJR) se heurta à l'opposition des résidents, car la voie ferrée aurait coupé Sutton Park en deux. Malgré une manifestation contre le projet le 15 avril 1872, les travaux furent approuvés et commencèrent le 6 août de la même année. La WWMJR fusionna avec la Midland Railway en 1874 et la construction reprit peu après. Pour apaiser la colère des résidents, Midland Railway promit de faire baisser le prix du charbon et racheta les emprises utiles du parc (une bande de 3 km) pour 6 500 £. Les dessertes de la ligne commencèrent à opérer au 1er juillet 1879, avec des arrêts à trains de Penns (Walmley), Sutton Coldfield Town, et Sutton Park pour la ville elle-même, ainsi que les gares de Streetly, d’Aldridge et de Walsall. Finalement, la ligne vint se raccorder à la Birmingham and Derby Junction Railway.
L’arrivée du chemin de fer fit bientôt de Sutton Coldfield un lieu de villégiature et un but de promenade apprécié des habitants de Birmingham, désireux de fuir la pollution. Pour les seuls congés de la Pentecôte de 1882, 19 549 personnes visitèrent Sutton Park, et un an plus tard, pour la même période, ce nombre était passé à 11 378. En 1884, on dénombrait 17 486 visiteurs, dont 14 000 arrivés dès le lundi. En 1865, le Royal Hotel, construit sur une butte voisine de la gare de Sutton Coldfield, ouvrait ses portes avec l'ambition de profiter de l'expansion du tourisme. Cet hôtel, submergé par les soucis financiers, dut fermer en 1895, et devint le premier sanatorium de Sutton Coldfield.
Site touristique, Sutton Coldfield devint une ville-dortoir de Birmingham, car les ouvriers pouvaient désormais s'échapper de la pollution de la cité grâce au train. Encore à la fin du XIXe siècle, seuls les riches industriels pouvaient s'offrir le luxe d'habiter Sutton Coldfield, et il fallut attendre les années 1900 pour que les ouvriers puissent voyager quotidiennement.
En 1836, George Bodington racheta un asile et un sanatorium à Driffold House (aujourd'hui le cinéma Empire), dans le quartier de Maney et c'est là qu'il effectua ses recherches sur les maladies des poumons.

#### Croissance démographique et urbanisation
Le premier recensement à Sutton Coldfield remonte à l'année 1801 : le bourg comptait alors 2 847 habitants. Au terme du recensement suivant, celui de 1811, la population était montée à 2 959 pour 617 foyers. Cette croissance s'explique en partie par la construction de quartiers pour les milices d’Édimbourg et du Sussex, le 7e régiment de Dragons de la Garde et une brigade d'artillerie. Dès 1821, la population s'appréciait à 3 426 habitants puis atteignit 3 684 habitants en 1831. Entre 1861 et 1881, la population passa de 4 662 habitants à 7 737 habitants.
La croissance démographique de Sutton Coldfield s'accompagna au milieu du XIXe siècle de la création de nouvelles paroisses pour mieux accueillir les fidèles. La première de ces nouvelles paroisses fut celle de Walmley en 1846, dotée de l'église Saint Jean l'évangéliste nouvellement construite. La suivante fut la paroisse de Hill (1853), et son église Saint-Jacques de Mere Green. la paroisse de Boldmere et l’église Saint-Michel datent de 1857. L'église de la Sainte-Trinité fut agrandie d'un collatéral nord et d'une sacristie entre 1874 et 1879.
Le forage d'eau potable de Shenstone, en 1892, permit d'apporter l'eau courante à Sutton Coldfield. En 1870, W.T. Parsons lança le premier journal de Sutton Coldfield, le Sutton Coldfield News.

#### Un fait-divers:Ashford contre Thornton
Sutton Coldfield se trouva au centre d'une polémique judiciaire à la suite du meurtre, en 1817, d’une jeune femme du nom de Mary Ashford. Conviée à une fête à Erdington dans la soirée du 26 mai 1817, elle avait pris la route du retour en compagnie d’Abraham Thornton et de son amie Hannah Cox, laquelle prit son propre chemin au bout d'un moment. Le lendemain matin, on découvrit le corps de Mary Ashford dans un puits en eau de Penns Lane, à Erdington. Thornton fut arrêté et inculpé de meurtre mais lors du procès, il parvint à démontrer qu'il n'avait pu tuer Mary à l'heure indiquée par l'accusation. Aussi le jury l'innocenta-t-il du viol et du meurtre, ce qui entraîna sa relaxe.
L'opinion publique fut scandalisée par cet acquittement et le frère de la victime, William Ashford, lança une pétition contre le verdict. Thornton fut ramené à Londres pour comparaître devant le lit de justice. Et lorsqu'on l'invita à présenter sa défense, il répondit : « Non coupable ; et je suis prêt à en répondre moi-même »; Saisissant la paire de gants de cuir que le greffier lui tendait. Thornton jeta l'un des gants aux pieds de William Ashford en forme de cartel. Ashford refusant de relever ce défi, Thornton fut libéré en application du principe du combat judiciaire, mais déjà il s'était fait une réputation sulfureuse. L'année suivante, en 1819, le Royaume-Uni proclama l'abolition des duels judiciaires et une loi rendit les jugements de cour souverains.

### LeXXesiècle

La circonscription de Sutton Coldfield au sein du comté des West Midlands.

Au XXe siècle, Sutton Coldfield a poursuivi sa croissance. Les franges du district ont conservé leur caractère rural jusqu'à la fin de la Première Guerre mondiale. Comme dans le reste de l'Angleterre, certains quartiers comme Boldmere, Walmley, Erdington, et Four Oaks ont connu une explosion immobilière, entraînant un nouveau bond démographique. Au cours de la Deuxième Guerre mondiale, Sutton Park et les quartiers de Walmley ont accueilli des camps de prisonniers, allemands et italiens. Après la guerre, Sutton fit l'objet d'une profonde réforme de son urbanisme. Le Conseil d'Agglomération chargea le cabinet d'architectes Max Lock & Partners de redessiner le centre-ville en 1960. The Parade dans le centre-ville a été entièrement rasé pour le remplacer par une grande galerie commerciale, Gracechurch. D'autres centres commerciaux, plus controversés, ont été construits à New Oscott, Wylde Green et Mere Green, entraînant la destruction de plusieurs éléments du patrimoine urbain.

#### Fusion avec Birmingham
En 1974, avec la création du comté métropolitain des Midlands de l'Ouest, Sutton Coldfield a été rattachée à Birmingham, et cela contre l'avis des résidents. Parmi les évolutions les plus récentes, plusieurs îlots du centre-ville ont été fermés à la circulation, et le Centre commercial de Gracechurch, rebaptisé The Mall, a été réhabilité. Les projets immobiliers dans Brassington Avenue ont connu un coup d'arrêt brutal compte tenu de la crise économique de 2008 ; toutefois, la construction des immeubles de logements est terminée.

## Habitants illustres
De nombreuses célébrités sont nées ou ont vécu à Sutton Coldfield, parmi lesquelles :
- Scott Adkins - acteur
- Les footballeurs d'Aston Villa Barry Bannan[72], Ciaran Clark, Rory Delap, Mark Kinsella, Michael Mancienne, Paul Merson, Martin O'Neill, Darius Vassell et Charles N'Zogbia.
- Colin Charvis - international gallois de rugby à XV
- Cat Deeley - présentateur de télévision
- John Theophilus Desaguliers, théoricien de l'énergétique et de l'ergonomie
- Rob Halford, chanteur de Judas Priest
- Arthur Lowe (1915–1982) - Acteur comique, incinéré au crématorium de Sutton
- Sir Roger Moore - acteur
- John Wyatt - inventeur
- Bradley William Simpson - chanteur du groupe The Vamps
- Dorian Yates - six fois Champion du monde de culturisme (« Mr Olympe »)
- James et Oliver Phelps - acteurs

Ken Miles- pilote automobile

## Source
- (en) Cet article est partiellement ou en totalité issu de l’article de Wikipédia en anglais intitulé « Sutton Coldfield » (voir la liste des auteurs).